# Roca Entravessada
La Roca Entravessada est un sommet des Pyrénées situé à la frontière entre la paroisse de La Massana en Andorre et la comarque de Pallars Sobirà en Catalogne. Il culmine à une altitude de 2 928, ou 2 929 mètres.

## Toponymie
Roca signifie « rocher » en catalan. Ce terme est issu du bas latin rocca de même signification. Rocca est selon toute vraisemblance un emprunt aux langues pré-latines,.
Entravessada signifie littéralement « de travers » en catalan. La Roca Entravessada est donc le « rocher de travers »[réf. nécessaire].

## Géographie

### Topographie
La Roca Entravessada est le deuxième plus haut sommet d'Andorre derrière le pic de Coma Pedrosa (2 943 m). Sa hauteur de culminance est de 100 m par rapport à ce dernier qui n'est localisé que 700 m au sud.
Elle matérialise également la frontière entre l'Andorre et l'Espagne et se trouve sur celle-ci entre le pic de Baiau au sud et le pic de Médécourbe au nord. Alors que la ligne de crête est infranchissable entre le pic de Baiau et la Roca Entravessada, la Collada dels Estanys Forcats permet au GR 11.1 de se frayer un passage entre cette dernière et le pic de Médécourbe.
La Roca Entravessada surplombe les estanys Forcats côté andorran. Côté espagnol, elle constitue le plus haut sommet du cirque de Baiau qui abrite les lacs éponymes,.

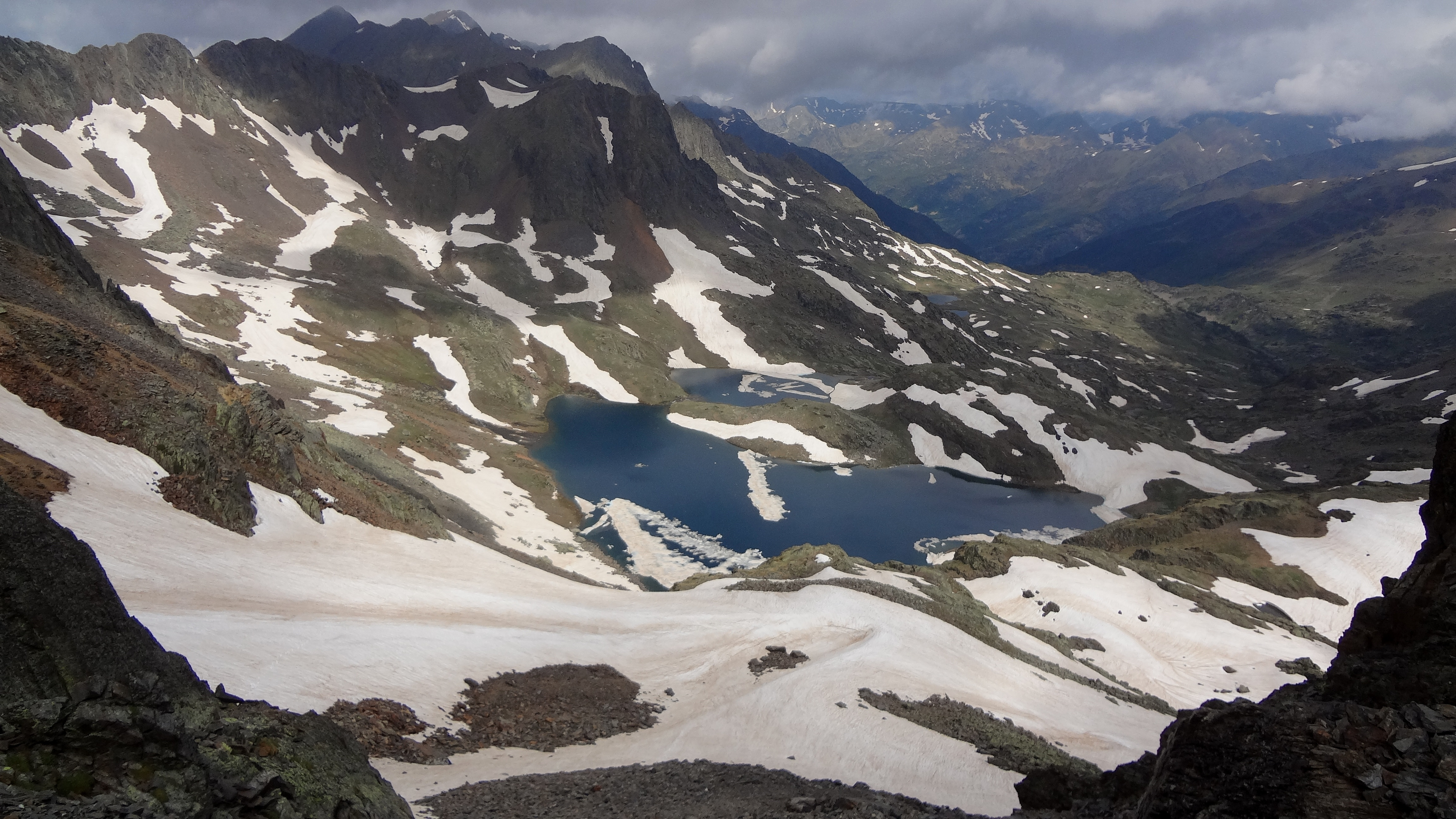
Estanys de Baiau.
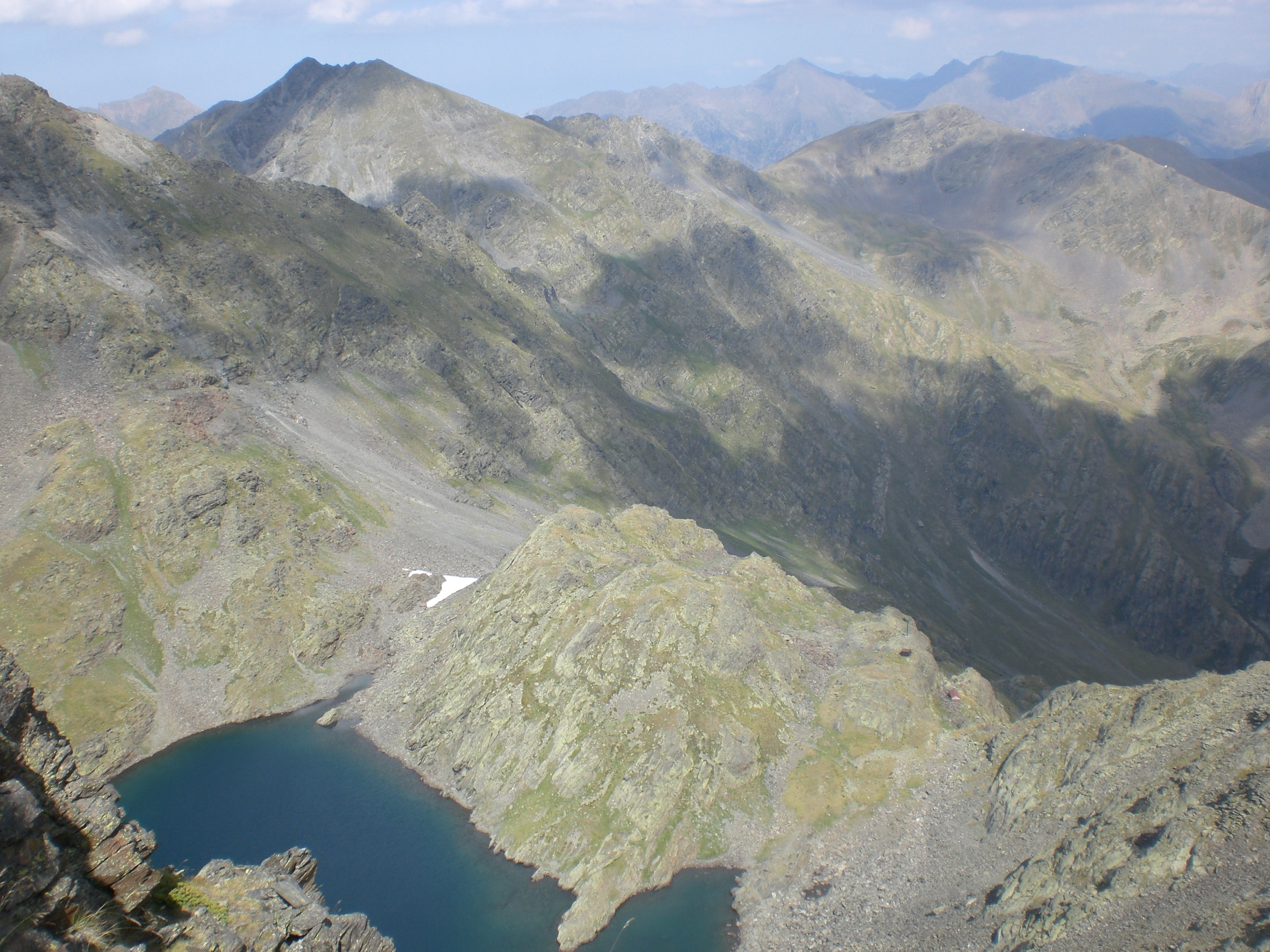
Estanys Forcats vus depuis la Roca Entravessada.

### Géologie
Le sommet est situé sur la chaîne axiale primaire des Pyrénées formée de roches du Paléozoïque. Comme dans l'ensemble du nord-ouest de l'Andorre, la plupart des roches du massif du Coma Pedrosa sont datées du Cambrien et de l'Ordovicien. Elles sont essentiellement de nature métamorphique avec le schiste au premier plan,.
| \| Roca Entravessada \|                                    |                                                                    |
| La Roca Entravessada sur la carte géologique de l'Andorre. | Le cirque de Baiau avec la Roca Entravessada au centre de l'image. |
| Roca Entravessada                                          |                                                                    |

### Climat
| Mois                              | jan. | fév. | mars | avril | mai  | juin | jui.  | août  | sep.  | oct.  | nov.  | déc.  | année   |
| --------------------------------- | ---- | ---- | ---- | ----- | ---- | ---- | ----- | ----- | ----- | ----- | ----- | ----- | ------- |
| Température minimale moyenne (°C) | −6,1 | −7   | −5,7 | −4,4  | −1,1 | 2    | 4,5   | 4,4   | 2,4   | 0,3   | −3,1  | −5    | −1,3    |
| Température moyenne (°C)          | −4,6 | −4,6 | −3,3 | −2,5  | 2,2  | 6,2  | 9,5   | 9,3   | 6,5   | 3,2   | −1,5  | −3,5  | 1,1     |
| Température maximale moyenne (°C) | −3,1 | −2,7 | −0,7 | −0,4  | 3,9  | 10,5 | 12,9  | 12,3  | 9,3   | 5,4   | 0,3   | −1,9  | 3,5     |
| Précipitations (mm)               | 87,8 | 45,4 | 61,4 | 109,5 | 137  | 127  | 100,1 | 109,4 | 109,2 | 114,7 | 138,1 | 105,1 | 1 244,6 |

## Voies d'accès
Situé à la limite occidentale du parc naturel des vallées du Coma Pedrosa, le pic est accessible depuis le village andorran d'Arinsal, en passant par le refuge del Pla de l'Estany et les estanys Forcats (trajet du GR 11.1 espagnol).

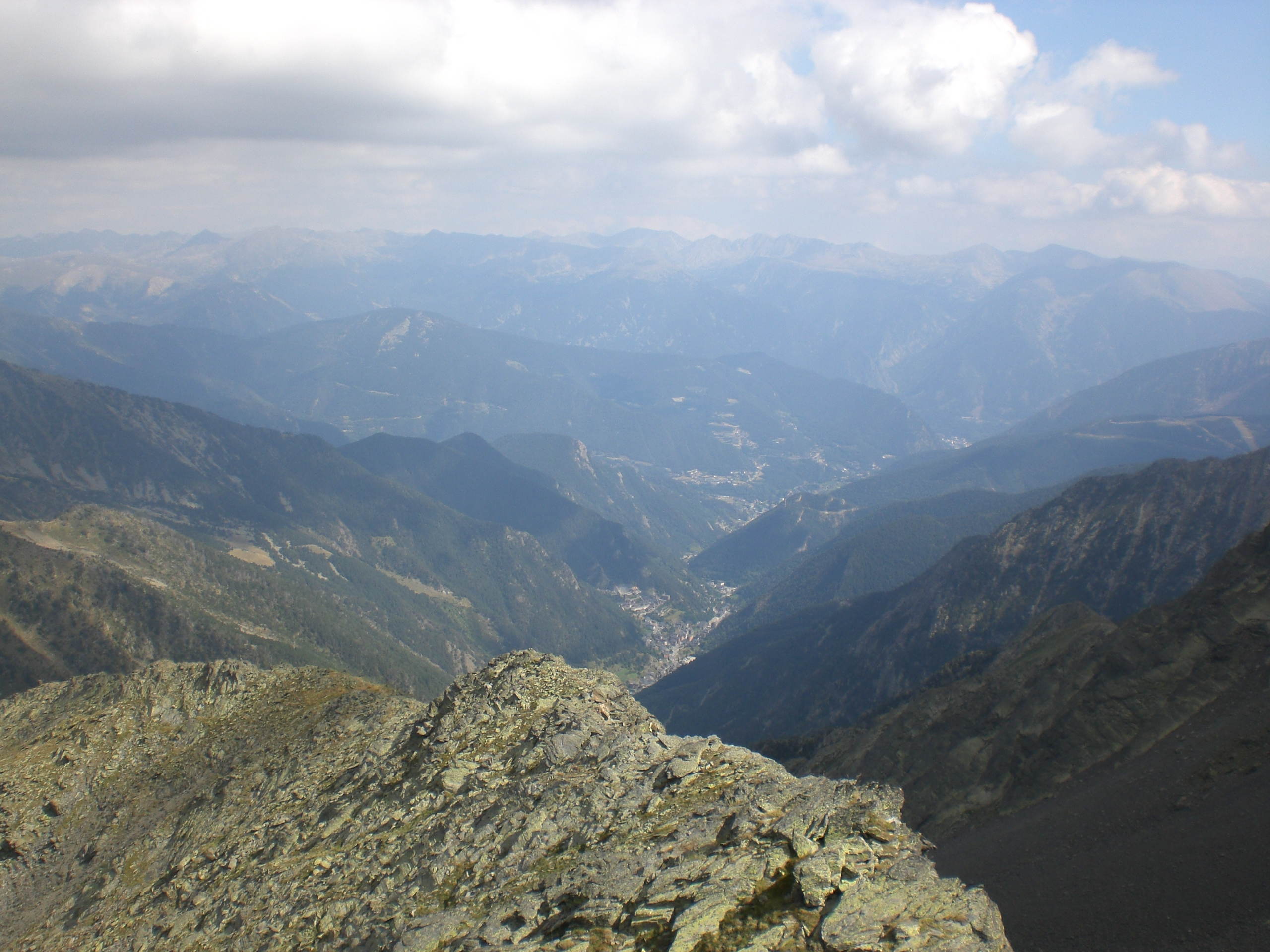
Arinsal depuis le sommet de la Roca Entravessada.
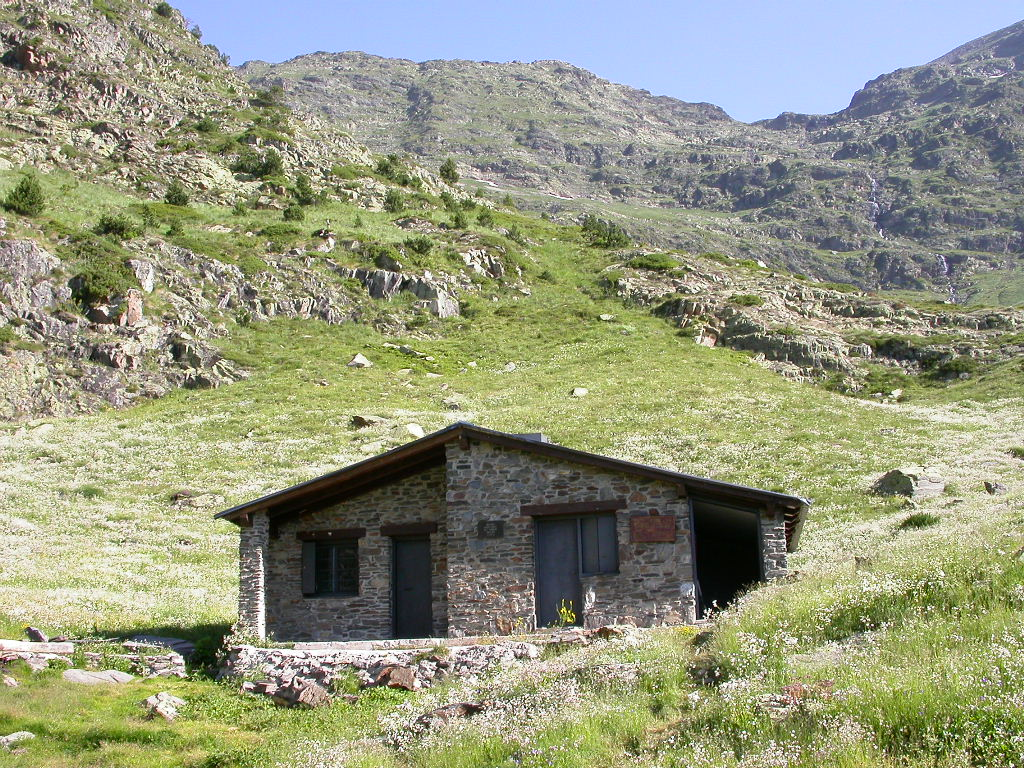
Refuge del Pla de l'Estany.